# Минько, Иван Яковлевич
Иван Яковлевич Минько (бел. Іван Якаўлевіч Мінько) — белорусский военный деятель, заместитель председателя Комитета государственной безопасности Республики Беларусь (1994).

## Биография
Работал начальником районного отдела КГБ БССР г. Костюковичи Могилевской области. С 1 сентября 1979 года по сентябрь 1981 года проходил обучение в Москве в специальной группе для последующей работы в горячих точках за рубежом, изучал фарси. 13 сентября 1981 года направлен в Афганистан, где был определен для работы в провинции Кундуз. Перед работниками стояла задача по созданию работоспособных и действенных органов контрразведки по образу и подобию советских областных управлений КГБ. В 1983 году переведен в г. Кабул в 5-й отдел Представительства КГБ СССР.
С 1986 по 1990 годы работал заместителем начальника управления КГБ Белорусской ССР по Гомельской области. С декабря 1990 года по сентябрь 1991 года работал начальником управления КГБ Белорусской ССР по Гомельской области.
С 8 июня по 31 августа 1994 года был заместителем председателя Комитета государственной безопасности Республики Беларусь.